# Таловка (Иркутская область)
Та́ловка — деревня в Ольхонском районе Иркутской области. Входит в Еланцынское муниципальное образование. 

## География
Находится в 21 км к юго-западу от районного центра, села Еланцы, на правом берегу верхнего течения речки Таловки, на автодороге местного значения Петрова — Бугульдейка.

## Население
| 2002 | 2010 | 2011 | 2012 |
| ---- | ---- | ---- | ---- |
| 121  | ↘104 | →104 | ↗105 |

По данным Всероссийской переписи, в 2010 году в деревне проживали 104 человека (51 мужчина и 53 женщины).